# Тургеневка (Иркутская область)
Турге́невка — село в Баяндаевском районе Иркутской области России. Административный центр Тургеневского муниципального образования.

## География
Село находится на расстоянии примерно 12 км к юго-востоку от села Баяндай, административного центра района.

## История
Село основано переселенцами из Белоруссии, однако в переписях населения большинство белорусов указывают свою национальность как русские. Несколько десятков человек знают белорусский язык и придерживаются белорусских традиций.

## Население
| 2002 | 2010 | 2011 | 2012 | 2013 | 2014 | 2015 |
| ---- | ---- | ---- | ---- | ---- | ---- | ---- |
| 552  | ↘505 | ↘502 | ↗503 | ↘497 | ↘496 | ↘481 |
| 2016 | 2017 |      |      |      |      |      |
| ↗482 | ↘475 |      |      |      |      |      |

### Половой состав
По данным Всероссийской переписи, в 2010 году в селе проживало 505 человек (251 мужчина и 254 женщины).